# Christo Wodeniczarow
Christo Wodeniczarow (bułg. Христо Воденичаров; ur. 20 listopada 1966 w Bansku) – bułgarski biathlonista. W Pucharze Świata zadebiutował 17 grudnia 1987 roku w Hochfilzen, gdzie zajął 56. miejsce w biegu indywidualnym. Pierwsze punkty wywalczył 20 lutego 1988 roku w Calgary, zajmując 20. miejsce w tej samej konkurencji. Nigdy nie stanął na podium zawodów pucharowych. Najlepsze wyniki osiągnął w sezonie 1990/1991, kiedy zajął 63. miejsce w klasyfikacji generalnej. W 1989 roku wystartował na mistrzostwach świata w Feistritz, gdzie zajął 66. miejsce w biegu indywidualnym, 12. miejsce w biegu drużynowym i 10. miejsce w sztafecie. W 1988 roku wystartował na igrzyskach olimpijskich w Calgary, zajmując 15. miejsce w biegu indywidualnym, 36. miejsce w sprincie i ósme w sztafecie. Brał też udział w igrzyskach w Albertville w 1992 roku, gdzie uplasował się na 68. pozycji w biegu indywidualnym i czternastej w sztafecie.

## Osiągnięcia

### Igrzyska olimpijskie
| Rok  | Miejscowość | Konkurencje | Konkurencje | Konkurencje | Konkurencje | Konkurencje | Konkurencje | Konkurencje |
| Rok  | Miejscowość | IN          | SP          | PU          | MS          | RL          | MR          | SR          |
| ---- | ----------- | ----------- | ----------- | ----------- | ----------- | ----------- | ----------- | ----------- |
| 1988 | Calgary     | 15.         | 36.         | nd.         | nd.         | 8.          | nd.         | –           |
| 1992 | Albertville | 68.         | –           | nd.         | nd.         | 14.         | nd.         | –           |

### Mistrzostwa świata
| Rok  | Miejscowość | Konkurencje | Konkurencje | Konkurencje | Konkurencje | Konkurencje | Konkurencje | Konkurencje |
| Rok  | Miejscowość | IN          | SP          | PU          | MS          | RL          | MR          | SR          |
| ---- | ----------- | ----------- | ----------- | ----------- | ----------- | ----------- | ----------- | ----------- |
| 1989 | Feistritz   | 66.         | –           | nd.         | nd.         | 10.         | nd.         | –           |

### Puchar Świata

#### Miejsca w klasyfikacji generalnej
| Sezon     | Miejsce |
| --------- | ------- |
| 1987/1988 | ?       |
| 1988/1989 | -       |
| 1990/1991 | 63.     |
| 1991/1992 | -       |

#### Miejsca na podium chronologicznie
Wodeniczarow nigdy nie stanął na podium zawodów PŚ.